# Stresemann (Anzug)

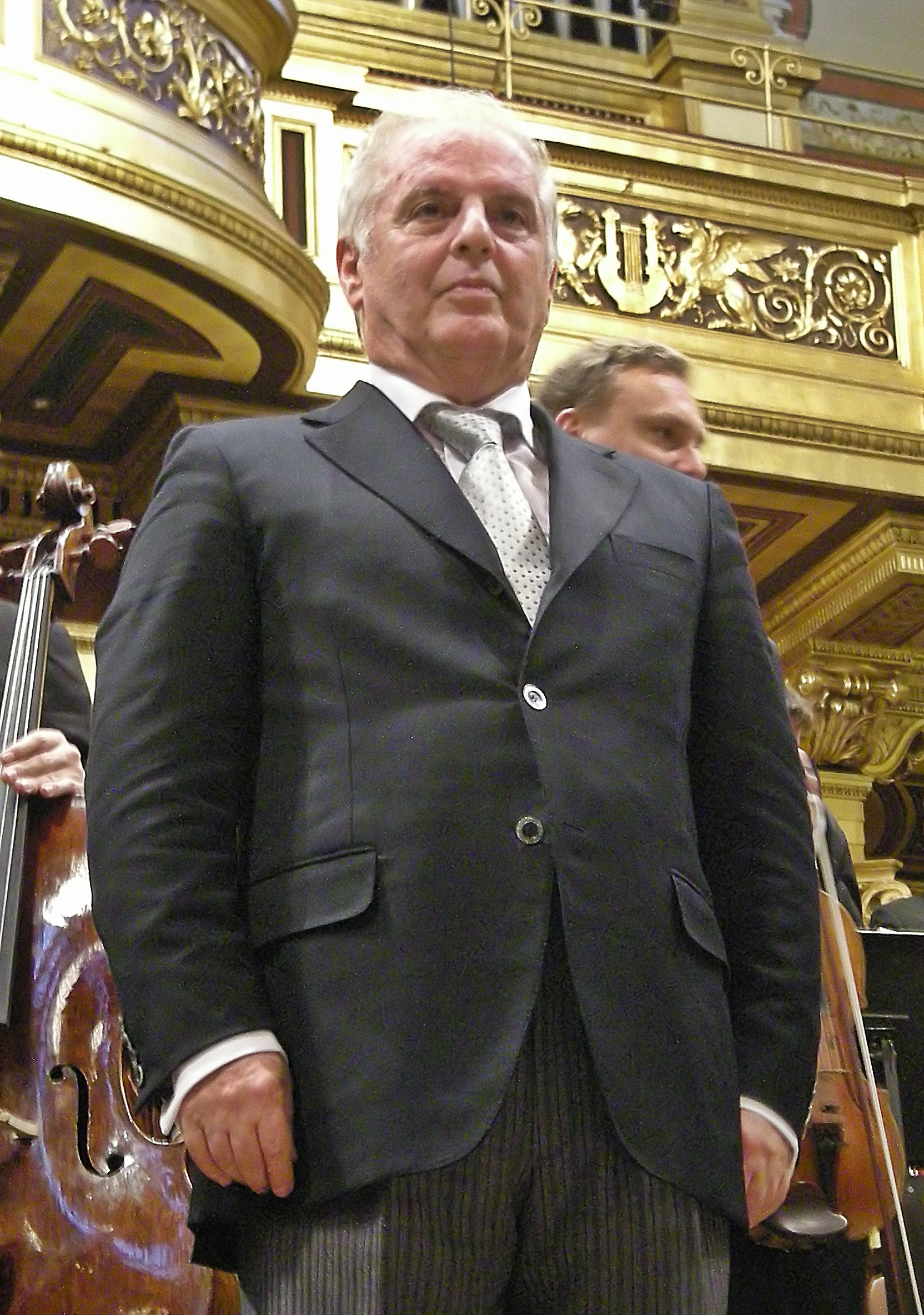
Der Dirigent Daniel Barenboim im Stresemann, 2008

Der Stresemann ist ein nach dem langjährigen deutschen Außenminister Gustav Stresemann benannter Anzug. Als Morning Suit wird er vorzugsweise am Tag (bis 18 Uhr) bei förmlichen Anlässen getragen wie Hochzeit, Trauerfeier, Staatsempfang oder Bankett. Der Stresemann kann den Cutaway ersetzen, hat aber weniger offiziellen Charakter.

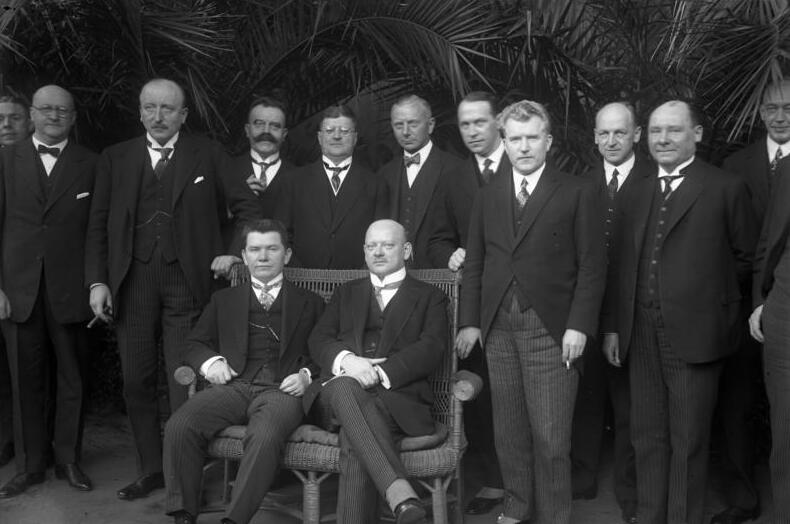
Reichsaußenminister Gustav Stresemann 1928 (sitzend, rechts)

## Beschreibung
Als dreiteiliger Anzug besteht der Stresemann aus der charakteristischen schwarz-grau gestreiften Hose ohne Umschlag (Stresemann-Hose), einem einreihigen schwarzen oder anthrazitfarbenen Jackett in normaler Länge und einer hellgrauen, früher und bei Trauerfeiern dunklen Weste. Er unterscheidet sich damit vom Cutaway im Wesentlichen durch das konventionelle, kurze Jackett.
Dazu gehört ein weißes Steh- oder Umlege-/Klappkragenhemd mit Umschlagmanschetten, die mit Manschettenknöpfen geschlossen werden, und eine silbergraue, bei Trauerfeiern schwarze Krawatte ohne Krawattennadel. Zum Stresemann werden glatte schwarze Schuhe getragen, jedoch keine Lackschuhe; früher waren auch Gamaschen üblich. Der passende Hut ist ein schwarzer Homburg oder eine Melone, jedenfalls kein Zylinder.
Der Stresemann ist die deutsche Variante des Stroller Suit (USA) oder black Lounge Suit (Großbritannien), der als formeller Anzug mit einem konventionell langen, dunklen Jackett und schwarz-grau gestreiften Hosen getragen wird, beim Stroller auch mit doppelreihigem Jackett über der Weste. Im Gegensatz zum Stresemann ist im angelsächsischen Raum auch ein Querbinder (Schleife, Fliege) üblich, bekannt etwa durch Winston Churchill.
Aufgrund seiner stilbildenden gestreiften Hose, die einen stofflichen Kontrast erzeugt, ist der Stresemann ebenso wie seine angelsächsischen Varianten ein klassischer, eleganter Vertreter des Broken Suit, der seit den 2010er Jahren zunehmend beliebt geworden ist.

## Geschichte
Zur Entstehungsgeschichte des Stresemann heißt es, Reichsaußenminister Stresemann sei es leid gewesen, zwischen Büro und öffentlichen Auftritten (wie in Reichskanzlei und Reichstag) immer den Anzug wechseln zu müssen. Während man in der politischen Öffentlichkeit nach damaligem (und noch in Japan üblichem) Protokoll einen Cutaway tragen musste, dieser aber für den normalen Regierungsalltag im Büro zu unpraktisch und zu feierlich war, tauschte Gustav Stresemann den Cut, wenn er sein Ministerium betrat, gegen eine dem Gehrock ähnliche Jacke aus, die, weil sie mittlerer Länge war, gerade noch zu den eigentlich würdevollen gestreiften Hosen des Cut-Anzuges getragen werden konnte, aber immer noch ausreichend bequem und schlicht war, um auf der Straße und im Büro getragen zu werden. Stresemann sparte so das Aus- und Anziehen einer anderen Hose und Weste, war doch der Trick des Stresemann-Anzuges gerade der, dass man beim Cut nur das Cut-Jackett austauscht.
Er wurde 1925 anlässlich der Verhandlungen der Verträge von Locarno erstmals von Gustav Stresemann bei einem formellen Anlass getragen. In der frühen Bundesrepublik wurde der Stresemann zu Staatsempfängen getragen, was ihm den Namen Bonner Anzug (englisch Bonn suit) eintrug.

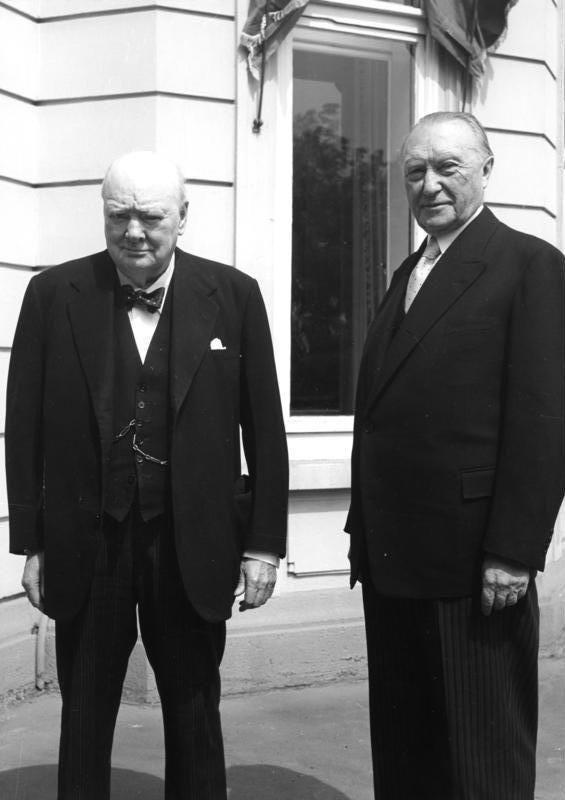
Winston Churchill und Konrad Adenauer im Stresemann, Bonn 1956

Im Gegensatz zum Cutaway, der sich seit einigen Jahren wieder steigender Beliebtheit erfreut, gilt der Stresemann in den 2000er Jahren als fast ausgestorben. Der Bedeutungsverlust des Anzugs mit der ikonischen, gestreiften Hose wird auch darin deutlich, dass Ronald Reagan der letzte Präsident der USA war, der ihn 1981 zu seiner Amtseinführung trug.

## Besonderheiten
In der Miesbacher Tracht und bei anderen Trachten wird die gestreifte Stresemannhose in der sogenannten Halbtracht im Winter anstatt der kurzen Lederhose getragen.

## Belege
1. ↑  Kleidung - Der Stresemann. knigge.de (Webarchiv)
2. ↑  The Stresemann - A German Variety Of The Stroller. 16. März 2010, abgerufen am 20. September 2022 (amerikanisches Englisch).
3. ↑  Adriano Sack: „Broken Suit“: Ist das die letzte Rettung für den Herrenanzug? In: Die Welt. 28. Dezember 2014 (welt.de [abgerufen am 25. September 2022]).
4. ↑  Süddeutsche Zeitung: Broken Suits und die schicken Jogpants. Abgerufen am 25. September 2022.
5. ↑  zeitklicks.de: Ein Anzug namens Stresemann, abgerufen am 21. Juni 2016
6. ↑  Theodor Eschenburg gibt einen recht genauen Zeitpunkt für Stresemanns Entscheidung an: „Der Leiter der politischen Abteilung, Redlhammer, der als der bestangezogene Mann im Amt galt, hatte das Kleidungsstück in Amerika entdeckt und seinem Chef vorgeführt. Stresemann und der Reichsfinanzminister Luther entschlossen sich, wegen der Hitze in Locarno statt des Cutaway die Kombination zu tragen.“ (Theodor Eschenburg: Also hören Sie mal zu: Geschichte und Geschichten. Berliner Taschenbuch Verlags GmbH, Berlin 2001, S. 225).
7. ↑  gentlemansgazette.com: Der Stresemann Anzug (von Sven Raphael Schneider; vom 16. März 2010), abgerufen am 21. Juni 2016
8. ↑  Uwe Fenner: Erfolgreich mit Stil. Der Knigge für alle Lebenslagen. Linde Verlag, Wien 2009, ISBN 978-3-7093-0251-4, S. 53 und S. 104.
9. ↑  Inauguration & The Suits Of The Presidents Of The US. 20. Januar 2017, abgerufen am 21. September 2022 (amerikanisches Englisch).
10. ↑  Tracht und Trachtenpflege. In: Chiemgau Alpenverband. 27. September 2019, abgerufen am 22. September 2022.